# Lammenjärvi (sjö i Salo, Egentliga Finland, 60,35 N, 23,7 Ö)
Lammenjärvi är en sjö i Suomusjärvi i kommunen Salo i landskapet Egentliga Finland i Finland. Arean är 34 hektar och strandlinjen är 4,3 kilometer lång. Sjön  ingår i Kisko ås och Bjärnå å huvudavrinningsområde.   Den ligger omkring 78 kilometer öster om Åbo och omkring 71 kilometer väster om Helsingfors. 
I sjön finns öarna Isosaari (1 ha) och Vähäsaari.